# Лінденберг (Мекленбург-Передня Померанія)
Лінденберг (нім. Lindenberg) — громада в Німеччині, розташована в землі Мекленбург-Передня Померанія. Входить до складу району Мекленбургіше-Зенплатте. Складова частина об'єднання громад Деммін-Ланд.
Площа — 13,03 км2. Населення становить 220 ос. (станом на 31 грудня 2020).

## Галерея

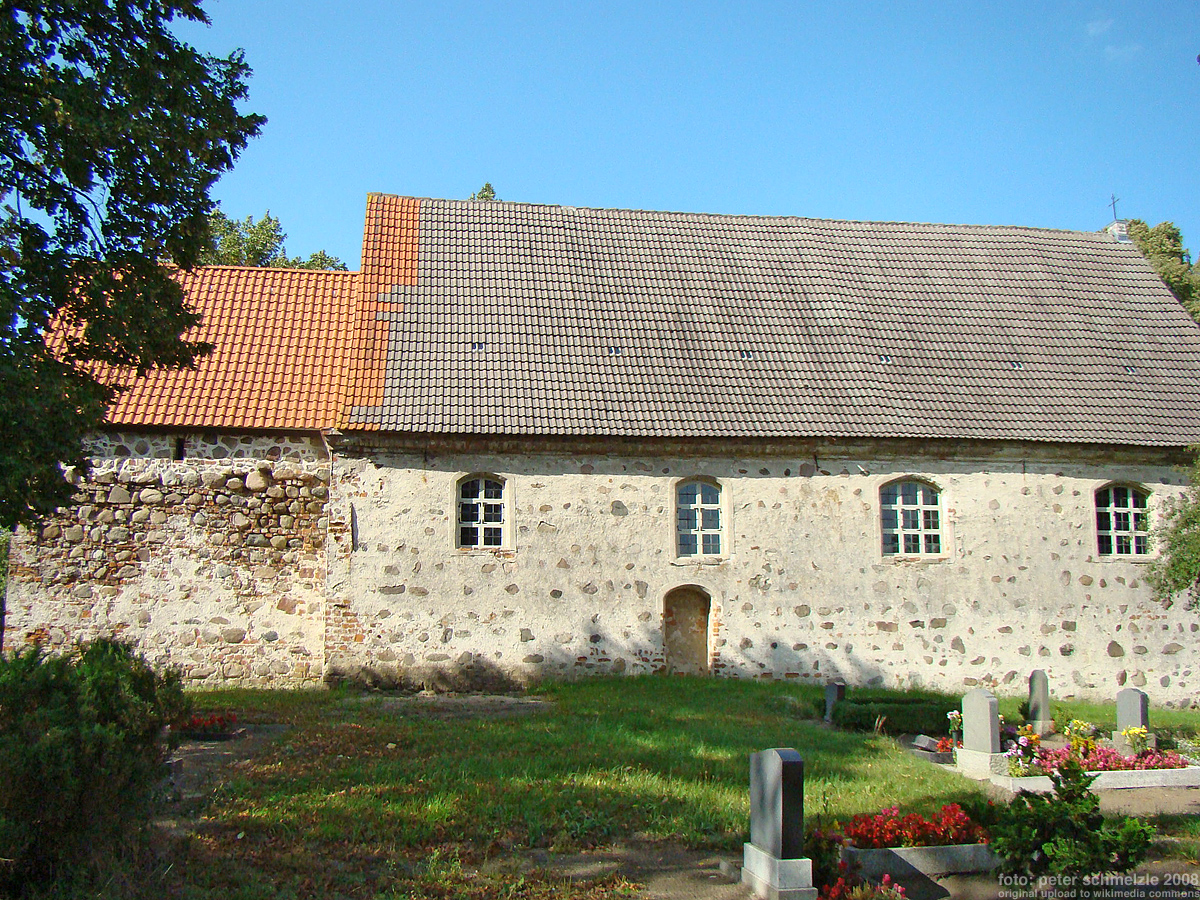